# Carl Nacke
Carl Nacke (vollständiger Name Friedrich Carl Ernst August Nacke; häufig auch: Karl Nacke)  (* 2. August 1876 in Hannover; † 6. Januar 1953 in Berlin-Neukölln) war ein deutscher Bildhauer.

## Leben und Wirken
Seine Eltern waren der Schachtmeister Wilhelm Nacke und dessen Ehefrau Dorette geb. Wedekind. Nach dem Besuch der Bürgerschule in Hannover absolvierte er eine vierjährige praktische Ausbildung als Holzbildhauer. Nach zeitweiser praktischer Tätigkeit in Dresden und Berlin studierte er an der Kunstgewerbe- und Handwerkerschule Hannover. Dort wurde ihm im Laufe des Schuljahres 1896 vom Minister für Handel und Gewerbe ein Stipendium für hervorragende Leistungen gewährt. Nach der Übersiedelung nach Berlin studierte er ab dem Sommersemester des Jahres 1900 drei Semester an der Königlichen Akademischen Hochschule für die bildenden Künste zu Berlin mit einem Stipendium des Preußischen Kultusministeriums. Zu seinen Lehrern zählten dort Gerhard Janensch und Ernst Herter. Nach Abschluss seines Studiums war er nach mehrjähriger Anstellung ab 1909 in Berlin als freischaffender Bildhauer aktiv. Bis ins Jahr 1942 findet sich in den Berliner Adressbüchern über viele Jahre die Adresse seines Ateliers in der Großbeerenstraße (zuletzt Atelier Großbeerenstraße 56e). In den Jahren nach 1930 gestaltete sich die Auftragssituation für ihn schwierig. Im Januar 1944 wurde seine Wohnung in der Großbeerenstraße 37 nach Bombenangriffen zerstört und sein Atelier stark beschädigt. Zeitweise suchte er daraufhin mit seiner Familie Zuflucht in Kröpelin.
Im Ersten Weltkrieg wurde er 1916 in einem Artillerieregiment in Frankreich eingesetzt.
Carl Nacke war zweimal verheiratet. Im Jahr 1908 heiratete er die Malerin Lucie Manthey. 1949 heiratete er Margarete Pricelius.
Er war Mitglied der Reichskammer der bildenden Künste, Fachgruppe Bildhauer (Mitgliedsnummer B 1499) sowie im Wirtschaftlichen Verband der Berliner Künstler.
Bekannt ist Carl Nacke heutzutage vor allem durch die Fertigung von Klein- und Tierplastiken. Seine Entwürfe wurden zudem erfolgreich von einigen Porzellanfabriken, wie der Karlsruher Majolika, Metzler & Ortloff aus Ilmenau, der Kunstabteilung der Porzellanfabrik Fraureuth in Wallendorf u. a. umgesetzt und sind bis in die Gegenwart bei Sammlern gefragt.

## Werke (Auswahl)
- 1903: Mädchen mit Katze
- 1906: Faun (Bronze)
- 1907: Kreuzritter (Bronze)
- 1910: Gedenktafel für Josef Stübben in Berlin-Schöneberg[5]
- 1911: Bildhauerarbeiten an einem Berliner Wohnhaus (Salzburger Str. 9)[6]
- 1912: Knabe (Bronzestatuette)
- 1913: Holzbildhauerarbeiten im Neuen Rathaus in Spandau nach seinen Modellen[7]
- 1914: Reiter zu Pferd (Wandbrunnen)
- 1919: Feldhühner (Porzellanobjekt der Porzellanfabrik Fraureuth)
- 1919: Osterei mit Schnecke (Porzellanobjekt der Porzellanfabrik Fraureuth)[8]
- 1919: Lautenschläger (Porzellanfigur der Porzellanfabrik Fraureuth)[9]
- 1920: Tennis-Backfisch (Porzellanfigur der Porzellanfabrik Fraureuth)[10]
- 1920: Europa mit Stier (Porzellanfigur der Porzellanfabrik Fraureuth), Ehrenpreis des Concours Hippique in Dresden, im September 1920[11]
- 1924: Alter Kentaur mit jungen Faunen (Bronzestatuette)[12]
- 1924: Reitender Knabe (als Holzbildwerk[13] sowie als Porzellanfigur von Metzler & Ortloff (Fabriknummer 6034))
- 1928: „Jockei“ (Bronze)
- 1939: Männerköpfe[14]

## Ausstellungsbeteiligungen (Auswahl)
- Große Berliner Kunstausstellung 1903
- Große Berliner Kunstausstellung 1906
- Kunstausstellung der Münchener „Sezession“ im königlichen Kunstausstellungsgebäude am Königsplatz 1907
- Hans-von-Volkmann-Sonderausstellung in Halle (Saale) 1908
- Große Berliner Kunstausstellung 1910
- Große Berliner Kunstausstellung 1911 (Porzellane nach seinen Entwürfen für Metzler & Ortloff)
- Große Berliner Kunstausstellung 1914
- Große Berliner Kunstausstellung 1919
- Ausstellung „Sport und Spiel in der Plastik“ im Zoologischen Garten Berlin 1928